# 川上ダム (山口県)

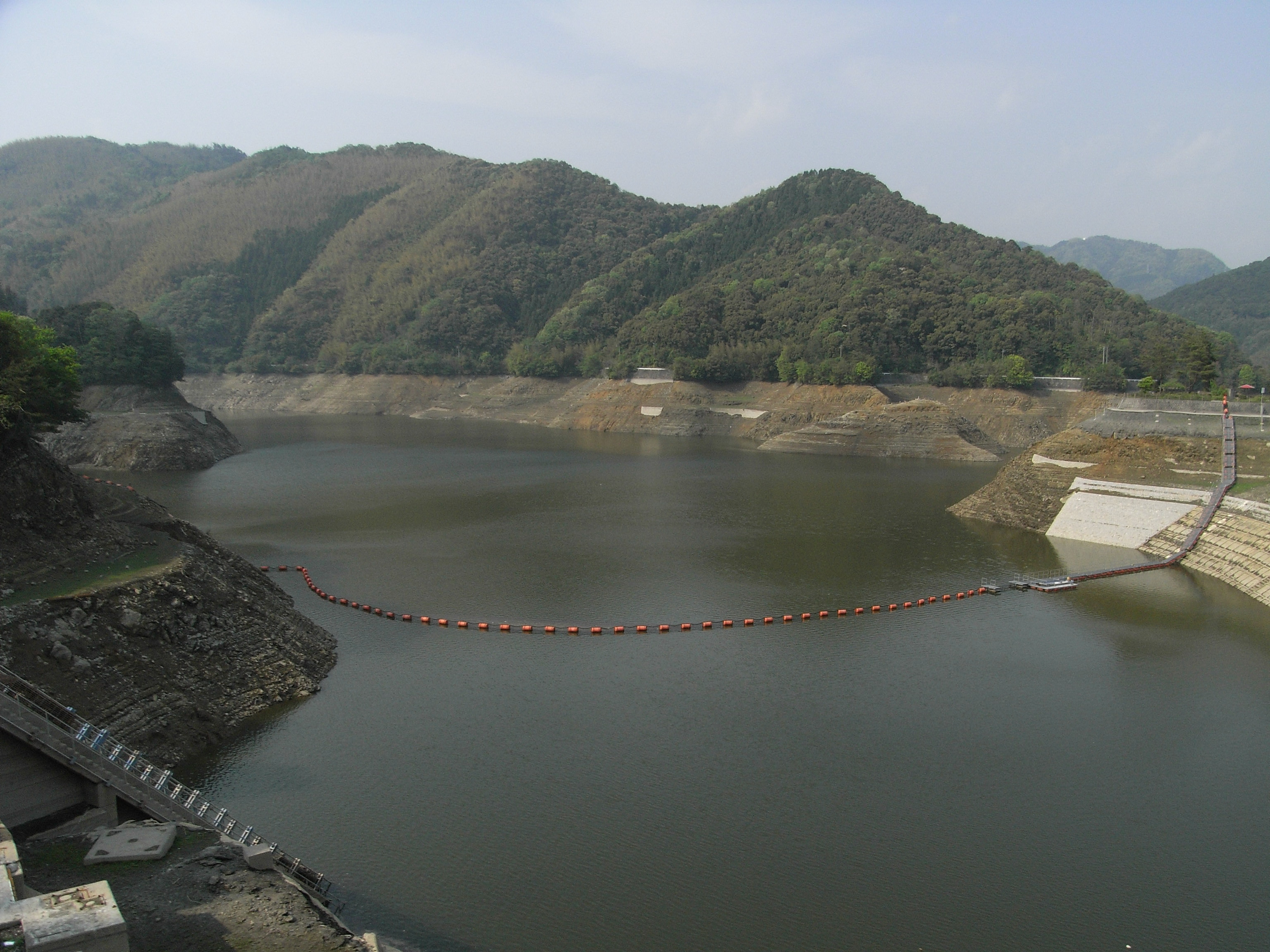
菊川湖

川上ダム（かわかみダム）は、山口県周南市大字川上地先、二級水系富田川水系富田川本川に建設されたダムである。

## 概要
周南市（旧・徳山市）の山間部に水源を発し、周南市（旧・新南陽市）富田に注ぐ富田川（とんだがわ）は、流路延長14 kmと、二級河川の多い山口県にあっても比較的小規模な河川である。川上ダムはその中流域に設けられた重力式コンクリートダムであり、新南陽地域への洪水調節と共に、流入河川の少ない周南地域にあって工業用水道・上水道の貴重な水源の一つとなっている。
ダム湖である菊川湖左岸を山口県道・島根県道3号新南陽津和野線が通過し、川上大橋がダム堤体のすぐ下流を横切る。川上大橋からは堤体を正面に望むことが出来るが、歩道がないため、撮影等には注意が必要。

## 沿革
周南地域の水がめとしては、錦川河水統制計画により1940年（昭和15年）に完成した日本最初の多目的ダムである向道ダムがあったが、第二次大戦後の増大する水需要に対応するため、錦川総合開発事業を策定、向道ダムの直下流に新たな多目的ダムである菅野ダムの建設が計画されることとなった。しかし、菅野ダムはその規模の大きさから完成までには長期の期間を要することとなったため、完成までの間を埋めるべく富田川に工業用水道の新たな水源を求めることとなった。富田川は中流域で22 km2程度の流域面積を確保可能で、開発水量48,000 m3／日の水源が確保可能なことから白羽の矢が立ったものである。ダム建設にあたっては富田川の洪水調節を目的に併せ持った多目的ダムとし、山口県が主体となって1958年8月に本体工事に着手、1962年3月に完成した。
しかし、菅野ダムの完成後、高度経済成長期の周南地域における水需要のさらなる増大に対応するべく、さらには1967年・1968年の異常渇水による厳しい取水制限を受け、新南陽地区での新たな工業用水源を確保するべく、当時の徳山市西部に注ぐ夜市（やじ）川と富田川を組み合わせた新たな工業用水道事業を策定することとなる。具体的にはダム再開発事業により川上ダムを16.5 m嵩上げし、貯水容量を6,760,000 m3増加させ、当時建設中であった島地川ダム（佐波川水系島地川・国土交通省直轄ダム）から川上ダムに導水トンネルを掘削、夜市川の防潮堰からの不特定利水と併せて周南地区の各企業に送水するというものである。本格的なダム再開発事業は日本初であった。
これに伴い、新たに9戸の移転家屋と33.07 haの用地取得が生じ、1971年に着手し、85.96億円の総事業費により1979年にダムの嵩上げが実施された。